# Aeroporto de Croydon
O Aeroporto de Croydon (ICAO: EGCR) foi um aeroporto no sul de Londres, Inglaterra. Foi o primeiro grande aeroporto internacional do Reino Unido e o principal aeroporto de Londres antes de ser substituído pelos grandes aeroportos de Londres, como Heathrow e Gatwick. Antes de albergar o aeroporto, o local albergava uma base aérea da Real Força Aérea, usada durante a Primeira Guerra Mundial e durante a Segunda Guerra Mundial para defender a capital britânica.